# Lokální měna
Lokální měna (též doplňková měna) je alternativa k celostátní měně, která:
- má menší a omezenější (co do území, sféry vlivu …) platnost a působnost než národní měna – může být přijímána jen na určitém území nebo v rámci jedné společnosti,
- je navržena pro řešení konkrétního úkolu (ne tak univerzálního jako národní měna),
- spojuje nabídku s poptávkou tehdy, tam a tak, jak to národní měna často není schopna dokázat.

## Přínosy
- Některé doplňkové měny jsou kryty konkrétní (lokální) komoditou. Na rozdíl od současných národních měn (které ničím kryty nejsou) jsou odolné vůči inflaci, hyperinflaci, deflaci a aglaci.
- Tím, že (podle konkrétní definice) umožňuje obchodovat s nadstandardními aktivy pro ty účastníky, kteří si to mohou dovolit, působí proti takovému přerozdělování majetku, ze kterého většinou těží nejbohatší.
- Některé druhy doplňkových měn dokáží využít (nebo motivovat k využití) kapacity závodů, podniků a zařízení v dobách, kdy jsou nevytížené.
- Doplňkové měny většinou znamenají příliv nových zákazníků pro obchodníky, kteří se do doplňkového měnového systému zapojí.
- Jsou schopny řešit některé problematiky společnosti (např. péče o staré) bez plošné daňové zátěže.
- Podle empirických průzkumů lokální měny utužují a podporují komunitu.[zdroj?]

## Negativa
- Není pod kontrolou státu, respektive národní centrální banky, takže hodnota měny není stanovena centrálně.
- Pomáhá vytvářet hodnotu mimo daňový systém, tedy v rámci šedé ekonomiky.
- Částečnou (nebo možná polematickou) nevýhodou je skutečnost, že doplňková měna a její používání není zakotveno v zákonech (nebo dokonce ústavách jednotlivých zemí) jako je tomu u peněz s nuceným oběhem.

## Vztah ke státu
V první polovině 30. let, při vrcholné fázi Velké hospodářské krize byly v Německu po velice úspěšnému rozšíření některých doplňkových měn tyto paušálně zakázány, což podle některých názorů vedlo k prodloužení krize, které formovalo úspěch nacionalismu.[zdroj?]
Lokální měny později zaznamenaly novou vlnu v 80. a 90. letech v Anglii a některých místech amerického kontinentu. Po jejich rozšíření nad určitou mez se státy, v nichž tyto měny fungovaly, dříve či později musely vyjádřit k otázce, zda doplňková měna (resp. transakce, v níž je provedena) bude zdaněna.
Nejliberálnější stanovisko zaujímá Austrálie a Nový Zéland, které doplňkové měny aktivně podporují v rámci svých politických programů.

## Příklady
Lokální měny zkouší či zkusilo využívat mnoho komunit po celém světě i v České republice.

### Křižánecká koruna
V České republice zavedla tzv. lokální měnu v roce 2017 obec Křižánky, a to ve formě Křižáneckých korun. „Bankovky“ slouží jako odběrní poukázky na místní zboží a služby, mince pouze jako pamětní medaile. Měna vznikla za účelem kompenzace zvýšení daně z nemovitostí poskytované osobám s trvalým pobytem v obci a kompenzace části ubytovacího poplatku, tedy jako motivační nástroj proti vylidňování obce a pro podporu turistického ruchu, a zároveň jako podpora místní obecní i komerční nabídky obchodu a služeb. Bankovky lokální měny jsou považovány za ceniny, které nejsou bankovkami v právním smyslu, a státní orgány proti jejich zavedení nic nenamítly.

## Porovnání národních a lokálních měn
| Název měny                  | Jednotka                                     | Emise                                                                 | Detaily                                              | Hlavní přínos                                                |
| --------------------------- | -------------------------------------------- | --------------------------------------------------------------------- | ---------------------------------------------------- | ------------------------------------------------------------ |
| národní měny                | USD, libra, jen, … (všechny odvozeny od USD) | peníze s nuceným oběhem vydávaná bankami pod dohledem centrální banky | postavena na dluhu, zatížena úrokem                  | celoplošnost, zákonné platidlo                               |
| LETS                        | zelený $ = 1 $                               | vzájemný zápočet                                                      | převažující současný systém                          | snadná tvorba cen                                            |
| časové dolary               | hodina služby                                | vzájemný zápočet                                                      | pevný směnný kurz 1 časový dolar za 1 hodinu         | nejjednodušší systém                                         |
| WIR                         | 1 WIR = 1 švýcarský frank                    | vzájemný zápočet + půjčky z centra                                    | měna s nuceným oběhem                                | nejvyspělejší systém (2 mld. USD/rok)                        |
| Ithacké HODINY              | 1 HODINA = 10 USD                            | měna vydávaná místním měnovým představenstvem                         | množství peněz v oběhu musí být regulováno           | snadnost používání (papírové bankovky)                       |
| japonská zdravotní péče     | hodina služby                                | neziskové organizace, místní samosprávy                               | národní zúčtovací banka                              | pečovatelská služba bez výdajů ze strany daňových poplatníků |
| Tlaloc                      | 1 Tlaloc = 1 mexické peso                    | vzájemný zápočet                                                      | emise šeky                                           | není potřeba počítač ani telefon                             |
| ROCS robustní měnový systém | hodina služby                                | vzájemný zápočet                                                      | směnný kurz dohodnutý jednáním; poplatek za prodlení | syntéza nejrobustnějších charakteristik                      |

#### Dostupný software či virtuální sítě pro využívání doplňkové měny
- Ripple Archivováno 7. 8. 2011 na Wayback Machine. – celosvětově dostupná síť pro zakládání vlastních účtů a sítí účtů
- Timebanks.org Portál o časových bankách v USA, manuály k založení časové banky aj.

#### Audiovizuální dokumenty
- Laboratoř pro inovace ve finančnictví , nezávislé a dobrovolné výzkumné uskupení asi 2000 odborníků i laiků z celého světa, kteří zkoumají možnosti rozvoje finančnictví a měny
- Money as Debt , , 47minutový výukový dokument Paula Grignona o historii peněz (doplňková měna je zmíněna okrajově, v poslední třetině dokumentu)
- Komplementární měna v Rakousku ve 30. letech dle návrhu Silvio Gesella , 4.5 minutový dokument o praktickém a úspěšném uplatnění doplňkové měny v době hospodářské krize